# Venoge
El Venoge es un río suizo del Cantón de Vaud.

## Geografía
El río nace en la comuna valdense de L'Isle, tiene una longitud total de 44 kilómetros, desembocando en el lago Lemán en la comuna de Saint-Sulpice.

## Curso
El curso del Venoge desde su nacimiento hasta la desembocadura en el lago Lemán pasa por las siguientes comunas: L'Isle, Cuarnens, La Chaux (Cossonay), Moiry, Chevilly, Ferreyres, La Sarraz, Eclépens, Lussery-Villars, Daillens, Cossonay, Penthalaz, Penthaz, Gollion, Vufflens-la-Ville, Aclens, Bussigny-près-Lausanne, Bremblens, Échandens, Écublens, Denges, Préverenges y Saint-Sulpice.